# Eva Figes
Eva Figes (15 de abril de 1932 - 28 de agosto de 2012) fue una escritora inglesa.

## Carrera
Figes escribió novelas, crítica literaria, ensayos sobre feminismo, y memorias relatando su infancia en Berlín y sus experiencias en un refugio judío de los nazis en la Alemania gobernada por Hitler. Arribó al Reino Unido en 1939 con sus padres y su hermano menor. Figesse residenció en el norte de Londres y tuvo dos hijos, el académico Orlando Figes y la escritora Kate Figes.
Durante la década de 1960 se la asoció con el grupo informal de escritores experimentales británicos influenciados por Rayner Heppenstall, y que incluía a Stefan Themerson, Ann Quin y su líder informal B. S. Johnson.
La ficción de Figes tiene algunas similitudes con los escritos de Virginia Woolf. Su novela de 1983, Light, es un retrato impresionista de un solo día en la vida de Claude Monet desde el amanecer al ocaso.